# Sinagoga Or Torah
La Sinagoga Or Torah (en hebreu: בית הכנסת אור תורה) també és anomenada sinagoga de Djerba o sinagoga de Tunísia, és un edifici religiós dels jueus de Tunísia en Acre, Israel, fou construïda en honor de la Sinagoga de la Ghriba a Gerba. L'edifici va ser construït en 1955. L'edifici està cobert amb milions de mosaics que han estat fabricats en el Kibbutz Eilon. L'edifici té 140 vidrieres i una cúpula.
Després de la guerra la primera guerra àrab-israeliana van començar a arribar en massa immigrants jueus del país africà de Tunísia. D'aquesta manera, a Acre es va establir una gran comunitat de jueus tunisians. Un dels seus membres, Zion Badasche, va tenir el somni de construir una sinagoga, que fos un recordatori de la Sinagoga de la Ghriba a Gerba, Tunísia. Per aquest propòsit, es va decidir a construir-la en el centre de la ciutat.